# Sprint Tour 2020
Das Sprint Tour 2020 war ein im Rahmen des Skilanglauf-Weltcups 2019/20 geplantes Etappenrennen. Die Sprint Tour 2020 sollte aus drei Sprint-Etappen bestehen, welche im kanadischen Québec und in Minneapolis in den Vereinigten Staaten ausgetragen werden sollten. Die Rennen sollten zwischen dem 14. und dem 17. März 2020 stattfinden. Die Wettkämpfe wurden aufgrund der COVID-19-Pandemie abgesagt.

## Austragungsorte und Rennen
Québec
- 14. März: Sprint, klassische Technik.
- 15. März: Sprint, freie Technik.

 Minneapolis
- 17. März: Sprint, freie Technik.